# François Justin
François Justin, italianizzato in Francesco Justin (Chambéry, 19 giugno 1796 – Chambéry, 11 giugno 1860), è stato un politico francese.

## Biografia
Fu Deputato del Regno di Sardegna nella IV legislatura, eletto nel collegio di Chambéry. Alla carriera politica affiancò quella di ingegnere, progettando, fra gli altri, il Municipio di Annecy.